# Раян Квонтен
Раян Крістіан Квонтен (англ. Ryan Christian Kwanten; 28 листопада 1976, Сідней) — австралійський актор, найбільш відомий за роллю Вінні Паттерсона в «Додому і геть», Джея Робертсона в «Вічному літо» і Джейсона Стейкхауса в «Реальної крові».

## Біографія
Квонтен народився 28 листопада 1976 року в місті Сідней в Новому Південному Уельсі в родині Едді Квонтена, службовця морського флоту США, і Кріс, працівниці благодійного магазину. Предки з боку батька були німцями. У Квонтена є два брата — музикант Мітчелл і терапевт Ллойд. Навчався в католицькій школі.

## Кар'єра
Квонтен почав кар'єру з ролей у серіалах «Примітивна практика», «Гей, пап! …» і «Чарівник: країна Великого дракона».
У 1997 році актор увійшов в основний соста австралійської мильної опери «Додому і геть». У 2002 він покинув серіал відразу після того, як його герой одружився і став батьком. Квонтен переїхав до США, де отримав роль Джея в мелодрамі  Вічне літо з Лорі Локлін у головній ролі. Потім пішли ролі у фільмах «Фліка» з Маре Белло, Еллісон Ломан і Тімом МакГро і « Мертва тиша» — фільм жахів, в якому Квонтен зіграв головну роль.
У 2008 році Райан з'явився в гостьовій ролі службовця флоту Домініка Пруітт в серіалі « Закон і порядок: Спеціальний корпус» — його персонажа звинувачували в зґвалтуванні і вбивстві колеги і її не народжену дитину. У 2009 році актор зіграв головну роль у фільмі «Не зникай» з Мішею Бартон.
Після цього Квонтен знімався в одній з головних ролей в вампірської драмі каналу HBO « Реальна кров» у ролі сексуально-стурбованого брата головної героїні, Джейсона Стейкхауса.
Райан знявся в головній ролі в психологічному трилері «Червоний пагорб», знятий режисером Патріком Хьюзом. Крім того, він отримав головну роль у фільмі жахів Джоуї Лінча під назвою «The Knights of More Knights of Badassdom Casting News: True Blood's Ryan Kwanten Joins in on the Mayhem».
У жовтні 2010 року стала відомо, що актор зіграє знаменитого маніяка-вбивцю Чарльза Менсона в біографічній стрічці Бреда Kwanten To Play Charles Manson.

## Вибіркова фільмографія
- 2067: петля часу — Джуд
- Термін дії закінчився — Джек